# Koklumptjärnarna (Hotagens socken, Jämtland, 711530-143612)
Koklumptjärnarna är en sjö i Krokoms kommun i Jämtland och ingår i Indalsälvens huvudavrinningsområde. Koklumptjärnarna ligger i Gråberget-Hotagsfjällen Natura 2000-område.